# UCI-BMX-Racing-Weltcup 2011
Beim UCI-BMX-Racing-Weltcup 2011, auch UCI-BMX-Supercross-Weltcup genannt, wurden durch die Union Cycliste Internationale die Weltcup-Sieger im BMX-Rennsport ermittelt.

## Termine
Der Weltcup-Kalender enthielt vier Rennen in verschiedenen Ländern, verteilt über den Zeitraum von April bis Oktober. Jedes Rennen ging über zwei Tage. Das Zeitfahren, das zuvor als Qualifikation für die Endläufe benutzt worden war, wurde aufgewertet: Die besten 16 qualifizierten sich für ein „Zeitfahr-Superfinale“ mit eigenem Podium, das am ersten Tag ausgefahren wurde. Am zweiten Tag wurden die üblichen Finalläufe ausgetragen. Für die Weltcup-Gesamtwertung zählten beide Wettbewerbe, so ergab ein Sieg im Zeitfahren 50 Punkte, ein Sieg im Endlauf 200 Punkte. Die Termine waren wie folgt:
- Pietermaritzburg: 8. und 9. April
- Papendal: 27. und 28. Mai
- London: 19. und 20. August
- Chula Vista: 30. September und 1. Oktober

Das Rennen im Londoner Lee Valley VeloPark diente zugleich als Testlauf für die Olympischen Sommerspiele 2012. Ein fünftes, für Mitte September geplantes Rennen in Sarasota wurde abgesagt.
Eine organisatorische Neuerung war, dass die UCI Marketing und Organisation an eine externe Firma vergab (GSX Events), die auch UCI-Partner für die Konstruktion neuer BMX-Strecken rund um die Welt wurde. CEO der Firma war Johan Lindström, der zuvor als BMX-Koordinator für die UCI tätig gewesen war.

## Männer
Zeitfahren
| # | Datum         | Ort              | Erster         | Zweiter               | Dritter               |
| - | ------------- | ---------------- | -------------- | --------------------- | --------------------- |
| 1 | 8. April      | Pietermaritzburg | Joris Daudet   | Raymon van der Biezen | Tory Nyhaug           |
| 2 | 27. Mai       | Papendal         | Damien Godet   | Raymon van der Biezen | Joris Daudet          |
| 3 | 19. August    | London           | Sam Willoughby | Joris Daudet          | Sylvain André         |
| 4 | 30. September | Chula Vista      | Connor Fields  | Tory Nyhaug           | Raymon van der Biezen |

Rennen
| # | Datum      | Ort              | Erster         | Zweiter               | Dritter       |
| - | ---------- | ---------------- | -------------- | --------------------- | ------------- |
| 1 | 9. April   | Pietermaritzburg | Corben Sharrah | Khalen Young          | Joris Daudet  |
| 2 | 28. Mai    | Papendal         | Marc Willers   | Jelle van Gorkom      | Joris Daudet  |
| 3 | 20. August | London           | Marc Willers   | Joris Daudet          | Nicholas Long |
| 4 | 1. Oktober | Chula Vista      | Connor Fields  | Raymon van der Biezen | David Herman  |

Gesamtwertung
| Platz | Name                  | Punkte |
| ----- | --------------------- | ------ |
| 1     | Joris Daudet          | 631    |
| 2     | Marc Willers          | 504    |
| 3     | Raymon van der Biezen | 497    |
| 4     | Jelle van Gorkom      | 493    |
| 5     | Tory Nyhaug           | 440    |
| 6     | Sam Willoughby        | 434    |

## Frauen
Zeitfahren
| # | Datum         | Ort              | Erste             | Zweite        | Dritte          |
| - | ------------- | ---------------- | ----------------- | ------------- | --------------- |
| 1 | 8. April      | Pietermaritzburg | Manon Valentino   | Sarah Walker  | Mariana Pajón   |
| 2 | 27. Mai       | Papendal         | Romana Labounková | Sarah Walker  | Magalie Pottier |
| 3 | 19. August    | London           | Magalie Pottier   | Shanaze Reade | Lauren Reynolds |
| 4 | 30. September | Chula Vista      | Brooke Crain      | Mariana Pajón | Arielle Martin  |

Rennen
| # | Datum      | Ort              | Erste           | Zweite              | Dritte            |
| - | ---------- | ---------------- | --------------- | ------------------- | ----------------- |
| 1 | 9. April   | Pietermaritzburg | Manon Valentino | María Gabriela Díaz | Sarah Walker      |
| 2 | 28. Mai    | Papendal         | Sarah Walker    | Romana Labounková   | Caroline Buchanan |
| 3 | 20. August | London           | Shanaze Reade   | Sarah Walker        | Lauren Reynolds   |
| 4 | 1. Oktober | Chula Vista      | Arielle Martin  | Brooke Crain        | Mariana Pajón     |

Gesamtwertung
| Platz | Name              | Punkte |
| ----- | ----------------- | ------ |
| 1     | Sarah Walker      | 700    |
| 2     | Magalie Pottier   | 571    |
| 3     | Mariana Pajón     | 527    |
| 4     | Caroline Buchanan | 513    |
| 5     | Arielle Martin    | 485    |
| 6     | Brooke Crain      | 440    |